# Carl Durheim

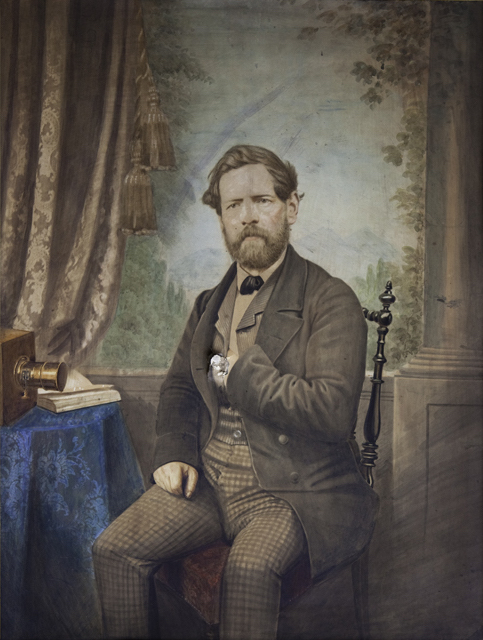
Carl Durheim, Selbstporträt (ca. 1850)

Carl Durheim (* 23. November 1810 in Bern; † 30. Januar 1890 ebenda) war ein Schweizer Lithograf und einer der ersten professionellen Fotografen in der Schweiz.

## Leben
Carl Durheim lernte in Paris 1827–1828 Lithografie. Ausbildung zum Fotografen bei Louis Lamouche. In Bern führte er von 1835 bis 1837 sein erstes Lithografieatelier. 1845 erste Porträts (Daguerreotypien), ab 1848 auch Landschaften. 1849 reiste er nach Frankfurt am Main, um die «Photographie auf Papier» zu erlernen. Durheim liess sich 1853 von dem Hoffotografen Jacob Wothly in der Methode des Kollodium-Verfahrens unterrichten. 1855 erhielt er die Medaille II. Klasse auf der Pariser Weltausstellung. Zwischen 1846 und 2007 waren seine Werke auf Ausstellungen zu besichtigen. Von 1853 bis 1883 führte er sein Fotoatelier in Bern mit einer Unterbrechung von 1874 bis 1882.

## Werke
Durheim fotografierte die Schweizer Alpen. Ab 1852 erstellte er im Auftrag der schweizerischen Generalanwaltschaft Fahndungsbilder von Heimatlosen und Nicht-Sesshaften.